# Кетоацидоз
Кетоацидо́з — патологічний стан організму, при якому спостерігається висока концентрація кетонових тіл, що формуються внаслідок активного розщеплення жирних кислот та дезамінуванням амінокислот. При кетоацидозі утворюються переважно ацетоацетонова кислота та β-гідроксибутират.

### Етіологія
Кетоацидоз — гостре ускладнення цукрового діабету, переважно 1-го типу, причиною якого можуть бути абсолютна або відносна нестача інсуліну внаслідок несвоєчасної діагностики цукрового діабету або недостатнього чи нерегулярного введення інсуліну.
Кетоацидоз також може виникати внаслідок отруєння алкоголем. Причиною можуть також бути гострі та хронічні інфекції, травми.

### Клінічні ознаки
- Запах ацетону з рота (він схожий на запах кислих фруктів).
- Швидке стомлення, слабкість.
- Головний біль.
- Зниження апетиту, а потім — відсутність апетиту, відраза до їжі.
- Біль у животі.
- Можливі нудота, блювання, пронос.
- Гучне, глибоке прискорене дихання.